# Bürgli

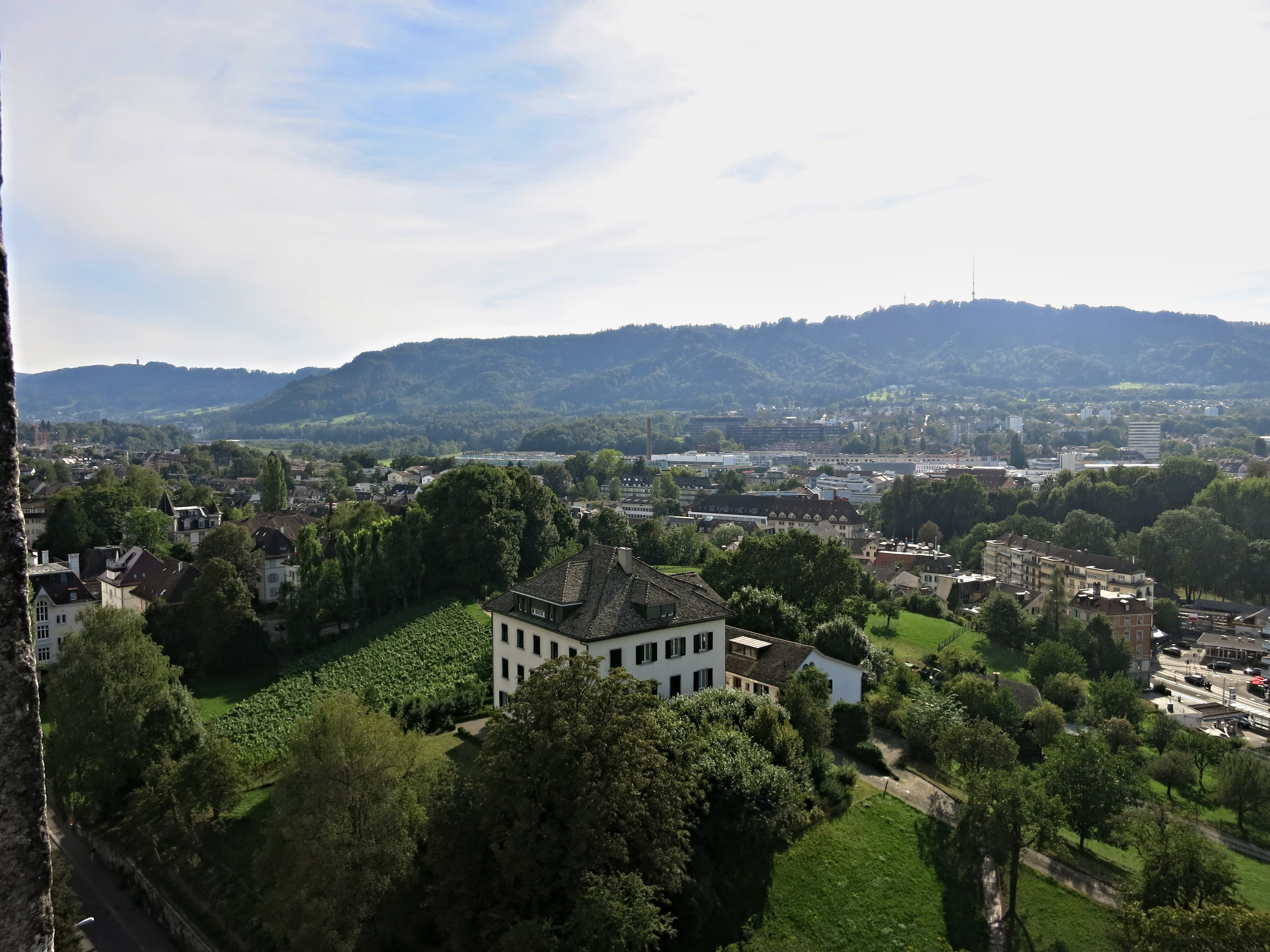
Blick vom Turm der Kirche Enge auf das Anwesen mit Üetliberg im Hintergrund

Das Bürgli, ursprünglich das Obere Bürgli genannt, ist ein freistehendes, spätklassizistisches Mehrfamilienhaus inmitten einer grossen Grünfläche im Zürcher Quartier Enge.
Das Gebäude thront auf einem Hügel, an dessen Südwestseite ein 3000 Quadratmeter grosser Rebberg liegt, neben der Kirche Enge an der Bürglistrasse 18. Dank seiner herausragenden Lage ist es von weitem über die Dächer der Stadt sichtbar. Der wuchtige Baukörper erhebt sich über drei Vollgeschosse unter schwach geneigtem Walmdach; die Fassaden sind in zeitgemässer Art symmetrisch gegliedert, und im Innern finden sich grosszügig angelegte Räume.

## Geschichte
Der Name stammt vom ursprünglichen turmartigen Gebäude, einem stadtbürgerlichen Landsitz, der schon 1525 erwähnt und 1834 durch das heutige spätklassizistische Gebäude ersetzt wurde.

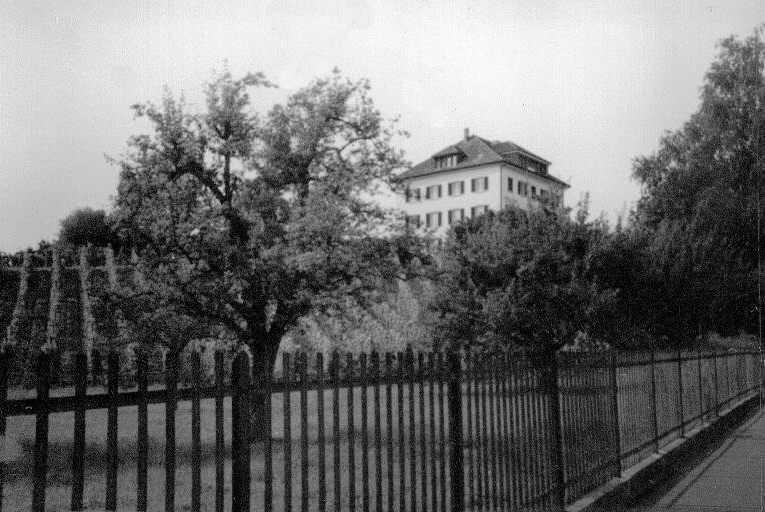
Bürgli

Seit 1643 ist es im Besitz des Engemer Zweigs der Familie Landolt. 1876 bis 1882 diente es als Wohnort des Dichters und Politikers Gottfried Keller und dessen Schwester, die sich eine Wohnung im zweiten Obergeschoss teilten. Keller schrieb dort in den Jahren 1879 und 1880 die zweite Fassung seines Romans Der grüne Heinrich. Am 11. April 1881 schrieb Keller an Theodor Storm: «Am liebsten bliebe ich wochenlang im Haus, wenn ich nicht der Bewegung wegen ausgehen müsste.» Landschaftsarchitekt Gustav Ammann, Kunstmaler Daniel Garbade und Musiker Daniel Schnyder sind auf diesem ehemaligen Landsitz aufgewachsen.